# Anna Schmidt (Politikerin, 1889)
Anna Bertha Marie Schmidt (* 15. März 1889 in Berlin; † 17. Januar 1955 ebenda), geborene Ehrhardt, war von 1947 bis 1950 Mitglied der Berliner Stadtverordnetenversammlung.

## Leben
Anna Schmidt, Tochter eines Schriftsetzers, lernte nach der Volksschule Buchhalterin, arbeitete dann aber vorwiegend als Näherin in Heimarbeit. Sie war in der Weimarer Republik Mitglied der SPD und hatte verschiedene Funktionen inne, wie sich ihr Sohn Erich Schmidt (1910–2008) erinnerte:
„Als Frauenvertreterin, Schriftführerin und Vorstandsmitglied unserer 31. Parteiabteilung, als aktives Mitglied der Arbeiterwohlfahrt, ehrenamtliche Sozialfürsorgerin und Helferin des Wohlfahrtsamtes gehörte sie zu den geachteten Stützen des lokalen proletarischen Establishments.“
Nach dem Krieg setzte Anna Schmidt ihr Engagement in der SPD Prenzlauer Berg fort und arbeitete in der AWO sowie im Betriebsrat mit. Von Oktober 1946 bis Dezember 1948 gehörte sie der Bezirksverordnetenversammlung Prenzlauer Berg an. Sie rückte für Ella Kay im Januar 1947 in die Berliner Stadtverordnetenversammlung nach.
1948 durfte in Ost-Berlin nicht mehr gewählt werden. Stadtverordnete aus dem sowjetischen Sektor durften jedoch weiterhin ihr Mandat wahrnehmen, sofern sie ihren Wohnsitz in Ost-Berlin beibehielten. Anna Schmidt siedelte 1950 nach West-Berlin über und verlor daraufhin ihr Abgeordnetenmandat.

## Privates
Anna Ehrhardt heiratete 1909 den Handschuhmacher Paul Schmidt. Ihr Mann starb 1945 an einer Blutvergiftung, die er sich durch eine Verletzung beim Wasserholen in den letzten Kriegstagen zugezogen hatte. Sie hatten eine Tochter und einen Sohn, Erich Schmidt, der 1933 von der Gestapo verhaftet, irrtümlich freigelassen wurde und in die USA emigrierte. Er kehrte auch nach dem Krieg nicht mehr zurück und sah seine Mutter nur bei einem Besuch 1949 in New York wieder.